# Allorhogas brasiliensis
Allorhogas brasiliensis är en stekelart som beskrevs av Marsh 2000. Allorhogas brasiliensis ingår i släktet Allorhogas och familjen bracksteklar. Inga underarter finns listade i Catalogue of Life.